# Kathleen Byerly
Kathleen Mae Bruyere, née Donahue, connue également sous le nom de Kathleen Byerly, née le 5 février 1944 à Norfolk (Virginie) et morte le 3 septembre 2020 à San Diego (Californie), est une militaire américaine. Elle est la première femme officier au sein de l'United States Navy à devenir secrétaire au drapeau et adjointe d'un amiral. Elle sort diplômée du Chestnut Hill College de Philadelphie (Pennsylvanie), en 1966. Elle rejoint ensuite l'U.S. Navy, avant d'être nommée en 1975 lieutenant commander puis adjoint du Rear Admiral Allen Hill.
En 1975, elle fait partie des personnalités de l'année selon Time Magazine parmi « Les Américaines ».